# Замок Маудлін

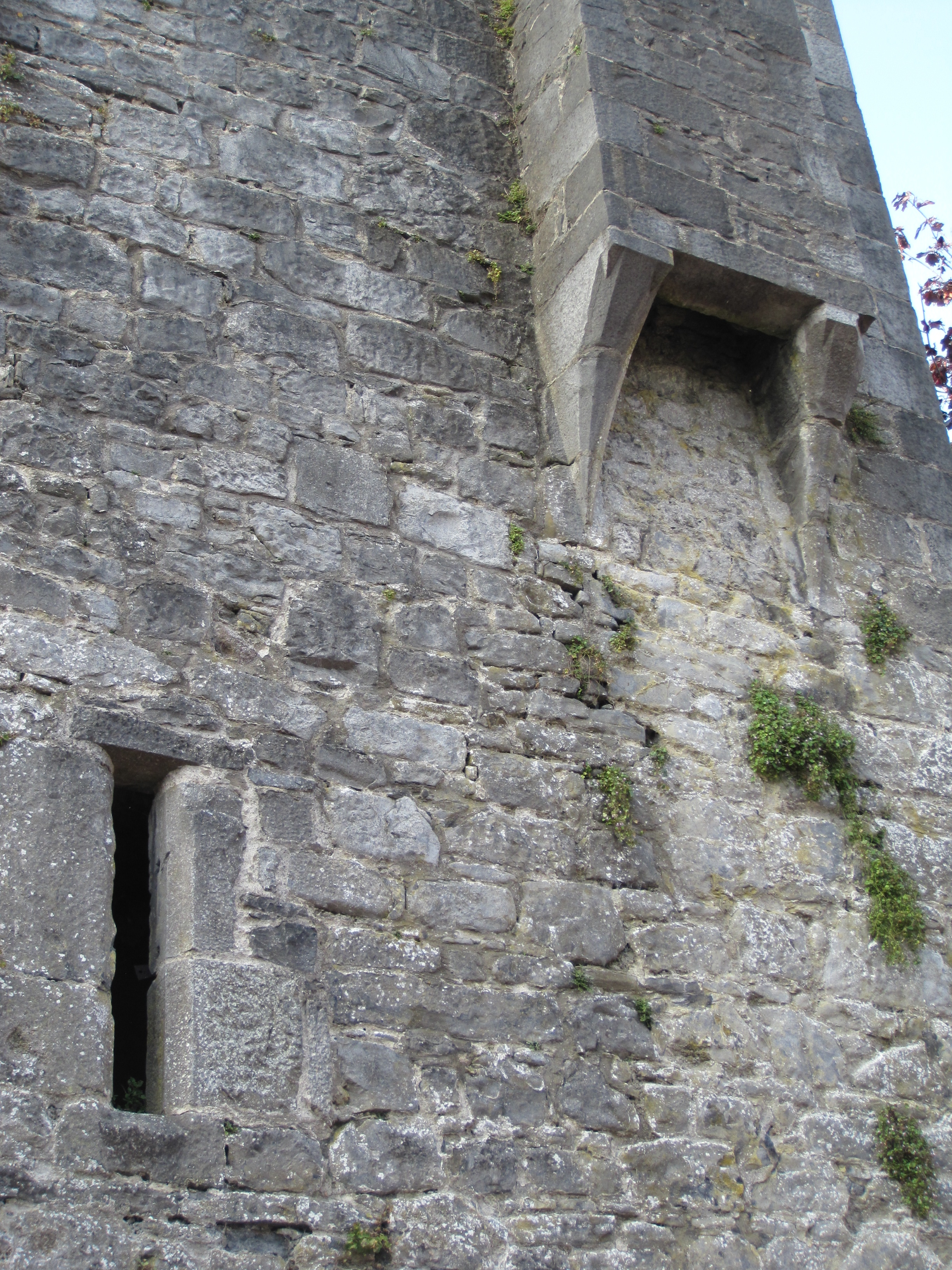
Бійниці замку Маудлін.

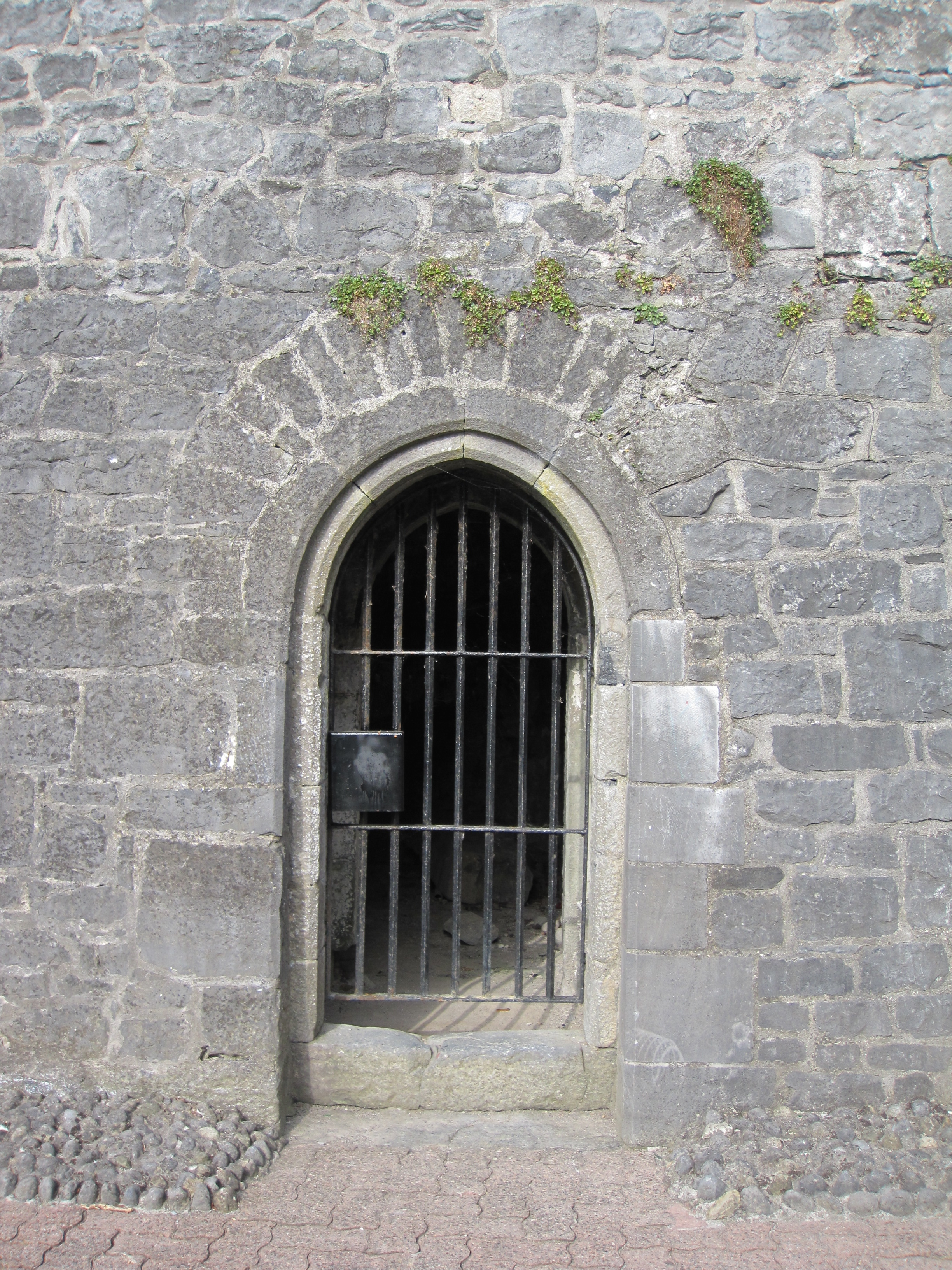
Арочні ворота замку Маудлін.

Замок Маудлін (англ. Maudlin Castle, Magdalan Castle, ірл. Caisleán Mhaidilín) — замок Магдалан, замок Ваділін, замок Плаксивий, замок Плачу, замок Марії Магдалини — один із замків Ірландії, розташований у місті Кілкенні графства Кілкенні долини Нор на вулиці Маудлін на схід від коледжу Кілкенні. Колись у цьому замку ще в часи середньовіччя був шпиталь. Нині цей замок — пам'ятка історії та архітектури Ірландії національного значення. Географічні координати замку: 52,652646°N 7,244695°W . Замок баштового типу, збудований у норманському стилі. Збереглася вежа висотою 62 фути на 4 поверхи, сходи, зубчасті стіни. 

## Історія замку Маудлін
У середні віки в Ірландії не раз вирували страшні епідемії, у результаті яких гинула велика частина населення острова. У Х — ХІ століттях на острові була епідемія прокази (лепри). Для ізоляції хворих на острові були побудовані лепрозорії, які були під патронатом церкви та носили ім'я будинків Марії Магдалини. Марія Магдалина була розпусницею і повією, яка потім розкаялась, а в середні віки вважалося, що проказа є карою людей за розпусту.
У місті Кілкенні теж була відкрита лікарня Марії Магдалини. Точний час побудови та відкриття лікарні невідомі, але в 1327 році вона вже існувала. Можливо, побудував її Вільям Маршалл — І граф Пембрук на початку ХІІІ століття. Ця лікарня стала основним лепрозорієм у середньовічній Ірландії. Лікарня була за межами міста і була оточена високим муром та ровом. Вхід в лікарню охороняла сторожа. Біля лікарні був цвинтар та каплиця. Ця лікарня співпрацювала з монастирем Святого Джонса з Кілкенні.
Вежа, яка зберіглася до нашого часу побудована на початку XVI століття. На той час лікарня продовжувала знаходитись під опікою монастирів. Замок Плачу був описаний як «невеликий замок, побудований для ізоляції прокажених від навколишніх жителів, тепер там порожньо і пусто…» Існує запис, який датується 1628 роком, що там є «місто за ровом» недалеко від церкви святої Марії. Лікарня була передана у власність міста Кілкенні грамотою короля Англії Карла І.
Пізніше лікарня була притулком для різних хворих і немічних людей, переважно з кланів Роут, Лангтон, Ші.